# Борогол
Борого́л (бур. Боро гол — «серая долина, река») — улус в Баргузинском районе Бурятии. Входит в Сельское поселение Хилганайское.

## География
Расположен на правом берегу речки Борогол (левобережье Баргузина), в 5 км к востоку от центра сельского поселения, улуса Хилгана, на автодороге районного значения Баргузинский тракт — Хилгана — Баянгол, на юго-западной окраине Куйтунской степи.

## Население
| 2002 | 2010 |
| ---- | ---- |
| 349  | ↘288 |

## Инфраструктура
Начальная общеобразовательная школа, сельский клуб, фельдшерско-акушерский пункт.